# ان‌جی‌سی ۷۴۲۹
ان‌جی‌سی ۷۴۲۹ (انگلیسی: NGC 7429) یک خوشه باز در صورت فلکی قیفاووس است. این خوشه در ۲۹ سپتامبر ۱۸۲۹ توسط اخترشناس بریتانیایی جان هرشل کشف شد.